# One Montgomery Tower
A One Montgomery Tower (também conhecida como Montgomery Tower e anteriormente Pacific Telesis Tower), parte do complexo Post Montgomery Center, é um arranha-céu de escritório localizado no distrito financeiro de São Francisco, Califórnia. A torre  de 38 andares de 150 m (500 ft) de altura, foi concluída em 1982 e está conectada ao shopping Crocker Galleria. Sua entrada principal fica na Kearny Street.